# Erhard Schnepf

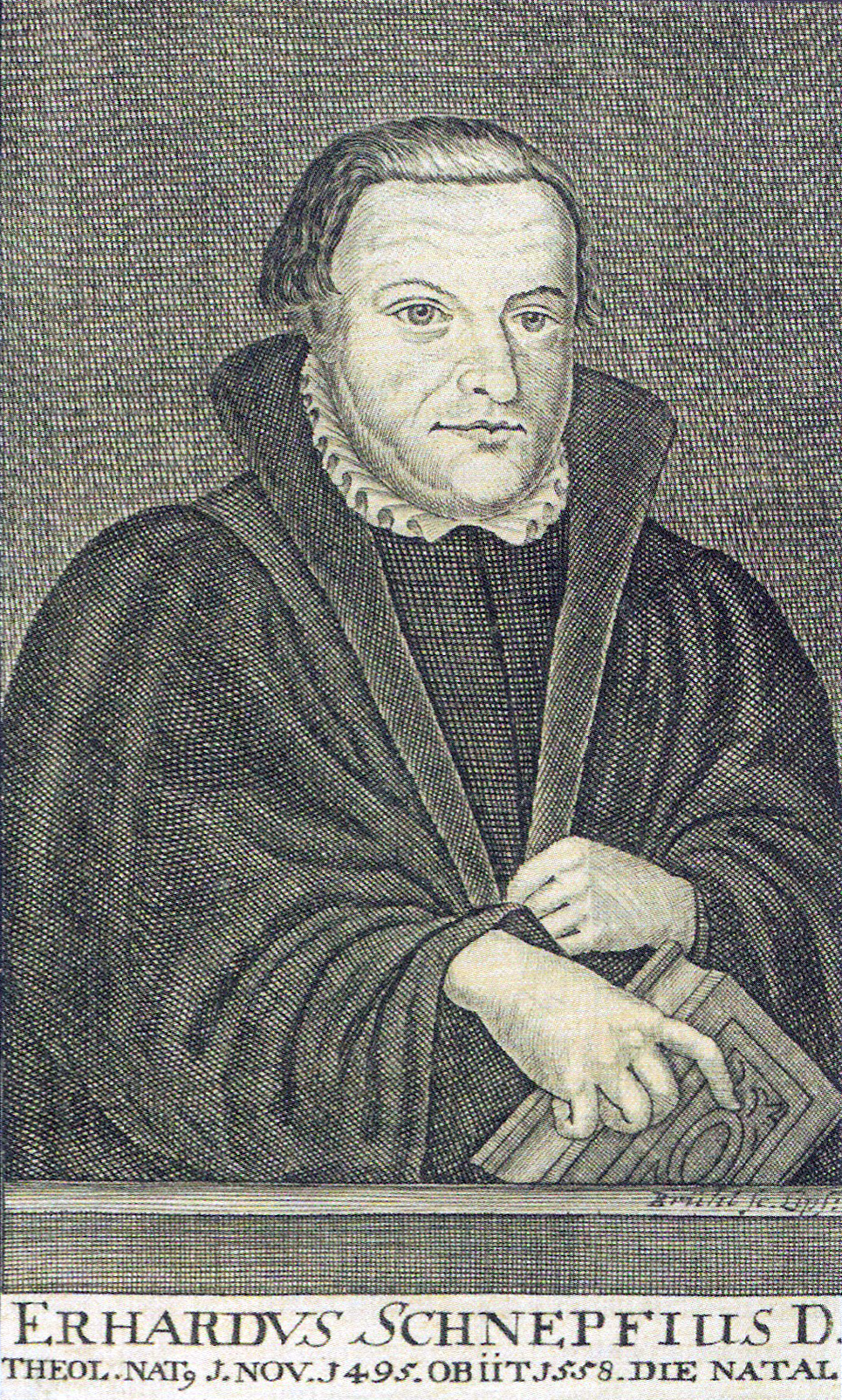
Erhard Schnepf

Erhard Schnepf o Erhard Schnepff (Heilbronn, Alemania, 1 de noviembre de 1495 - Jena, 1 de noviembre de 1558) fue un profesor de teología, sacerdote y reformador luterano alemán.

## Vida
Schnepf nació en el seno de una familia pudiente de Heilbronn. Se matriculó en la Universidad de Erfurt en 1509 y posteriormente se trasladó a la Universidad de Heidelberg en 1511, donde cursó su grado máster en 1513. Cambió los estudios de derecho por los de teología. Schnepf fue uno de los jóvenes maestros que se encontró con Martín Lutero en la famosa convención agustina en Heidelberg. Schnepf se convirtió pronto en un convencido seguidor de Lutero.